# 心の哲学

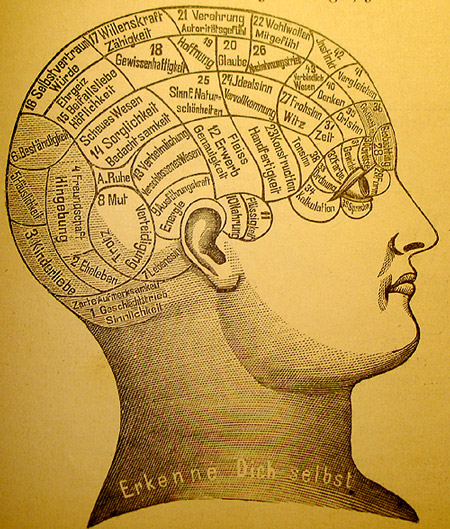
骨相学による脳の地図。骨相学は、その結果のほとんど全てが誤ったものであったが、心的な機能と脳の特定の位置との関連づけを初めて試みた。

心の哲学（こころのてつがく、英語: philosophy of mind）は、哲学の一分科で、心、心的出来事、心の働き、心の性質、意識、およびそれらと物理的なものとの関係を研究する学問である。心の哲学では様々なテーマが話し合われるが、最も基本的なテーマは心身問題、すなわち心と体の関係についての問題である。

## 概要
心身問題とは、心と体の状態との間の関係、つまり一般的に非物質的であると考えられている心というものが、どうして物質的な肉体に影響を与えることができるのか、そしてまたその逆もいかに可能なのか、を説明しようとする問題である。
われわれの知覚経験は外界からどんな刺激が様々な感覚器にやって来るかに応じて決まる。つまりこれらの刺激が原因になって、われわれの心の状態に変化がもたらされ、最終的にはわれわれが快不快の感覚を感じることになる。あるいはまた、あるひとの命題表明 (propositional attitude) すなわち信念や願望は、どのようにしてその人のニューロンを刺激し、筋肉をただしい仕方で収縮させる原因になるのだろうか。こうした問いは、遅くともデカルトの時代から認識論者や心の哲学者たちが延々と検討してきた難問なのである。
「心身問題に対するアプローチは二元論と一元論に分けられる」と考える人もいる。
二元論は何らかの意味で体と心を別のものとして考える立場で、プラトンアリストテレス サーンキヤ学派やヨーガ学派などのヒンドゥー教の考えにも見られる。二元論を最も明確に形式化したのはルネ・デカルトである。デカルトは実体二元論 (Substance dualism) の立場から、心は物質とは独立して存在する実体だと主張した。こうした実体二元論と対比させられるのが性質二元論 (Property dualism) である。性質二元論では、心的世界は脳から創発する現象であると考える。つまり心的世界自体は物理法則に還元することはできないが、かといって脳と独立して存在する別の実体であるとは考えない。
他方、一元論は、心と体が存在論的に異なるものだという主張を認めない考え方である。西洋哲学の歴史においてこの考えを最初に提唱したのは紀元前5世紀の哲学者パルメニデスであり、この考えは17世紀の合理主義哲学者スピノザによっても支持された。一元論には大きく分けて三つの種類がある。
1. 物理主義 (Physicalism)。
物理学の理論が記述するもののみが存在しているという考えで、物理学が発展していけば、心についても全て物理学の用語だけで説明できると考える。
2. 唯心論 (Idealism)。
心だけが実際に存在するもので外界とは心そのもの、または心によって作り出された幻想と考える。
3. 中立一元論 (Neutral monism)。
何らかの中立的実体があり、物や心というのはこの知られざる実体の持つ二つの側面、性質なのだと考える。

20世紀にかけて最も一般的だったのは、物理主義である。物理主義には、行動主義、タイプ同一説、非法則一元論、機能主義などが含まれる。
現代の心の哲学者の多くも物理主義者だが、それはさらに、還元的な物理主義 (Reductive physicalism) と非還元的な物理主義 (Non-reductive physicalism) に分かれる。還元的な物理主義では心的な状態というのも、結局は生理学的なプロセスまたは状態として、基本的な自然科学の言葉によって全て説明されると考える。これに対し非還元的な物理主義は、心に対応するものは自然科学の法則しかないが、それでも心的な現象に関する法則については、あるレベルより低次の自然科学の法則の組み合わせへは、置き換えることも、還元することもできないと考える。神経科学の継続的な発展はこうした問題のいくつかをより明確に描き出す助けになってくれる。しかしそれだけでは解決にはほど遠く、現代の心の哲学者たちは、どのようにすれば心のもつ主観的で質的な体験、志向性といったものを自然科学の用語だけで説明する事ができるのか、と問い続けている。

## 心身問題に対する二元論
二元論は、心的現象を非物理的なものとする。ヒンズー哲学のサーンキヤ学派やヨーガ学派（紀元前650年前後）では、世界をプルシャ（精神）とプラクルティ（物質的実体）の二つに分けている。具体的には、パタンジャリが編纂した『ヨーガ・スートラ』が心の本性について分析的に論及している。二元論的な思想を展開したプラトンとアリストテレスは、両者とも人間の知性というものは物理的身体と同一ではありえないし、物理学的な用語で説明することもできないと主張している。二元論として最もよく知られているのはデカルトで、心には延長がないので、物質的な実体ではないとした。デカルトは心が意識や自己認識と同一であると述べた最初の人である。そして、心は脳とは異なるということも主張していた。従ってデカルトが史上初めて心身論を今日まで続いているような仕方で定式化したのである。

### 二元論擁護論
二元論を擁護する論証のうち最も大きなものは、哲学的なトレーニングを受けていない人々の大多数の人々の持つ常識的な直感にそれがアピールする、というものである。心とは何か、と問われて、平均的な人々なら通常、「心とは心理学的な自己のことだ」とか「パーソナリティのことだ」、「魂のことだ」と返事したり、他の類似の実在を挙げることだろう。心とは脳のことであるとか、反対に脳は心である、といった考えはほぼ確実に否定されることだろう。たった一つの存在論的な実在があると考えるのはあまりに機械論的で、理解し難くさえ思われるからである。しかし現代の心の哲学者の大半は、こういう直感的な考えは誤解を招くと考えている。われわれは自然科学から得られた経験的な証拠に拠りながら批判能力を発揮し、こうした仮説を検証して、それが正しい基礎にもとづいたものかどうかを明らかにすべきなのである。
二元論を擁護する論証のうち2番目に主要なものは、心の特性と物理的身体の特性はひどく異なっており、場合によっては両立し難くさえあるように見える、ということである。心的出来事はなんらかの主観的な特質を備えているが、物理的出来事はそうではない。従って、例えば指を火傷するとどんな感じがするかとか、青い空はどんな感じかとか、快い音楽を聴くとどう思うかなどと人に聞くことは理に適っているが、海馬側背部のグルタミン酸摂取が急増するとどんな感じがするか、などと聞くのは、哲学的意味はともかくとして、直感的には奇妙である。
心の哲学は心的出来事の主観的側面をクオリア（あるいは生の感覚）と呼ぶ。痛みを感じたり、澄み渡った青空を見たりするのはなんらかの出来事であろう。こうした心的な出来事にはクオリアが関わっており、クオリアそれ自体を物理的法則には還元しがたいと思われることが、二元論の擁護される要因である。

### 相互作用二元論

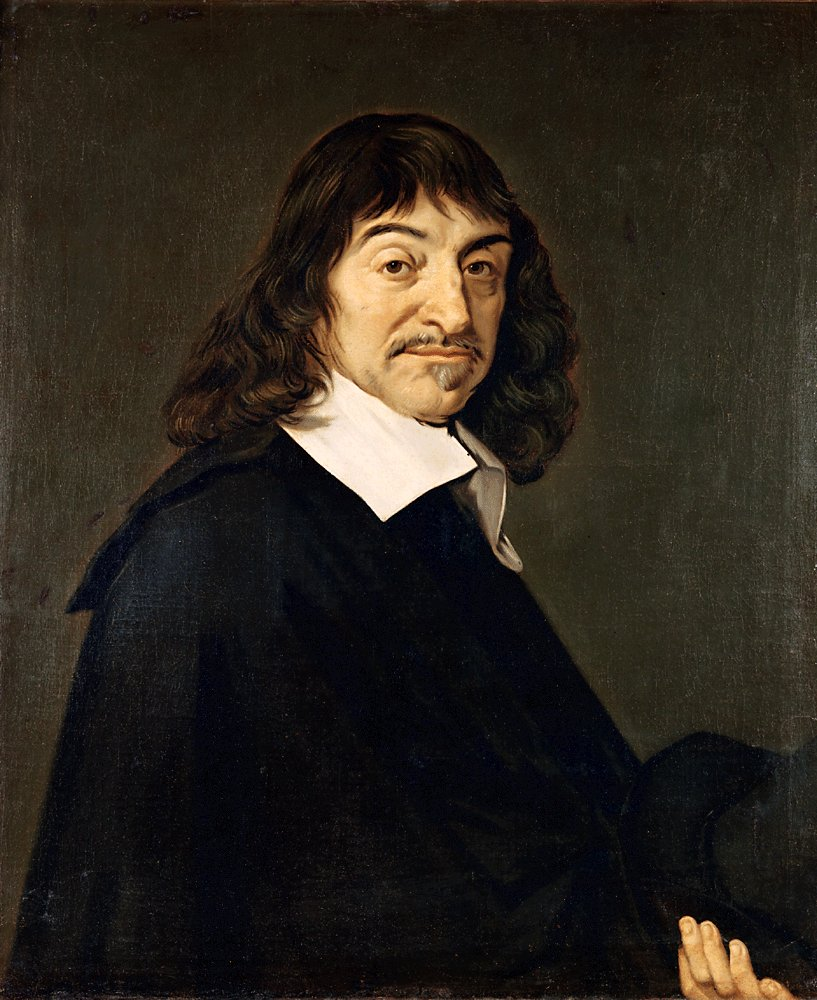
フランス・ハルスによって描かれたルネ・デカルトの肖像。（1648年）

相互作用二元論または単に相互作用説は二元論の一種で、心の状態、例えば信念や欲求といったもの、を物理的な状態と因果的に相互作用するものとして捉える立場である（心的世界で起こる変化の影響によって、脳内の物質が物理法則に反する動きをすることもあるという考え方である）。この考えを主張したのは、デカルトである。20世紀以後においてはこの考え方は少ないが有名な論者としてカール・ポパー、ジョン・エックルスがいる。
デカルトの有名な論証は次のようにまとめられる。
セスは延長を持たない思考するものとしての自分の心の明晰で判明な観念を持つ（延長をもたないとは長さ、重さ、高さなどの面で測定することができないということである）。彼はまた自分の身体について、空間的な延長を持ち、量を測ることができ、思考できない何かとしての明晰で判明な観念を持つ。このことから、心と身体は根本的に異なった性質を持つのであるから同一ではありえないということが導ける。
しかし、同時に、セスの心理状態（欲求、信念等）が彼の身体に対して因果的な効果を持ち、またその逆に身体が心に因果的な効果を持つことは明白である。たとえば、子供が熱せられたストーブに触れたら（物理的出来事）痛みを引き起こし（心的出来事）、彼は悲鳴をあげ（物理的出来事）、それが次に母親の恐怖と保護の感覚を引き起こす（心的出来事）、などなどといったようにである。
デカルトの議論における重要な前提は、セスが自分の心の中の「明晰で判明な」観念だと思うものは必然的に真だ、というものである。現代の哲学者の多くはこれに疑いを持つ。たとえば、ジョゼフ・アガシは二十世紀初頭からなされたいくつかの科学的発見の結果、自分自身の観念には特権的にアクセスできるという考え方の根拠が崩れたと考えている。フロイトは心理学的な訓練を受けた観察者はある人の無意識の動機を本人よりもよく理解できるということを示した。デュエムはある人がどういう発見方法を使っているか科学哲学者の方が本人よりよく知っているということがありうると示し、マリノフスキは人類学者はある人の慣習や習慣を本人よりよく知っていることがありうると示した。アガシはまた、人々に実際に存在しないものを見るようにしむける現代の心理学的実験は、科学者がある人の知覚を本人よりもうまく記述できるということを示しているから、デカルトの議論を拒否する論拠になると主張する。

### 心身並行説

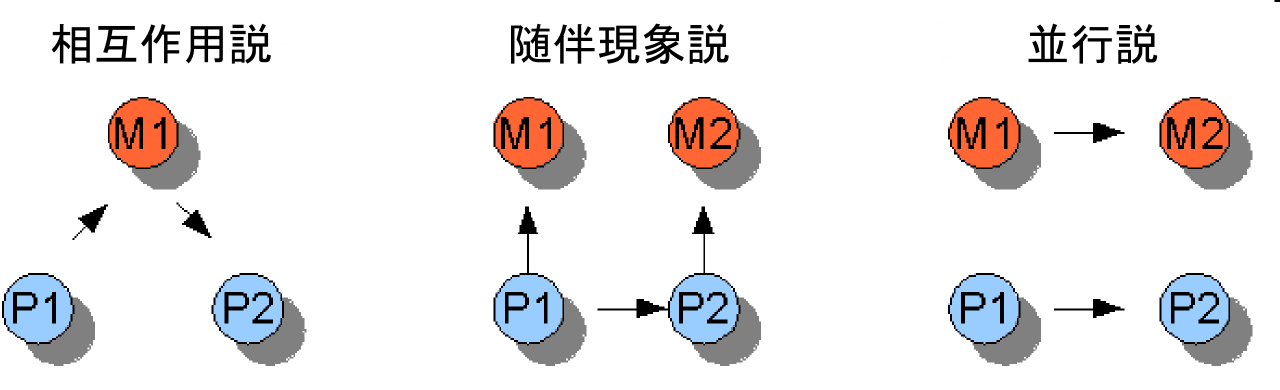
三つの異なる二元論。左から相互作用説、随伴現象説、並行説（性質二元論は描かれていない）。Pは物理的状態（Physical state）を、Mは心的状態（Mental state）を、そして矢印は因果的な原因から結果への方向を表す。

心身並行説または単に並行説とは、心と体は存在論的に別のものとしてあるが、お互いがお互いに影響を与えることは出来ない、という考え。心的な事象は心的な事象と相互作用し、脳で起きた現象は脳での現象と相互作用するが、心と物的なものは並行して進んでおり、お互いに影響を与え合っているように見える、とする。この考え方を取ったのはゴットフリート・ライプニッツである。ライプニッツはこの宇宙には唯一の種類の実体、すなわちモナドだけが存在すると考える形而上学的一元論者であり、すべてはモナドに還元できると考えていたけれども、それにもかかわらず彼は「心的なもの」と「物的なもの」の間には因果に関して重要な区別が存在すると考えていた。彼によると、心と体はお互いと調和するように神が事前に調整してくれているというのである。これは予定調和 (pre-established harmony)の原理として知られている。

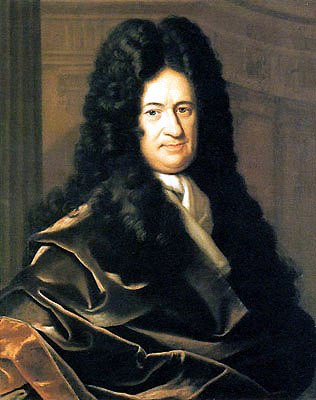
ベルナルド・クリストフ・フランケによるゴットフリート・ライプニッツの肖像（1700年ごろ）

### 機会原因論
機会原因論 (Occasionalism) はニコラ・ド・マルブランシュによって唱えられた説で、物理現象のもつ因果関係、そして物理的な現象から心的な現象への因果関係について、すべて実際の因果関係ではない、とする考え方。心的な存在と物質的な存在を二種類の異なる存在として認めながらも、そうした対象の変化を実際に引き起こしているのは、神であるとした。そして神の非常に規則的な作業の結果、私達はそれを単なる因果関係であると見誤ってしまうと考えた。

### 随伴現象説
随伴現象説 (Epiphenomenolism) はトーマス・ヘンリー・ハクスリーによって提唱された考え方で心的な現象は因果的に無力である。物理的な事象が物理的な事象を引き起こし、かつ物理的な事象は心的な現象も引き起こす。しかし心的な現象は因果的に無力な副産物（随伴現象、epiphenomena）にすぎず、物理世界に何かを引き起こすことは出来ない（心的な世界だけで起こる現象は存在せず、心的な現象には必ずそれに対応する物理的な反応がある）。この考え方は近年では、フランク・ジャクソンによって最も強く支持されている。

### 性質二元論
性質二元論とは、物質がある程度組織されたなら（例えば、生きた人間の体が組織されるような仕方で組織されたなら）、心的な世界が創発する(emerge)という立場である。したがってこれは創発的物理主義の一形態である。どの程度の組織化で心的世界が創発するのかについては様々であるが、心的世界が創発する事それ自体は、創発のもととなった物理的基体 (physical substrata) の物理法則に還元することや、物理的基体の存在自体で説明することはできないという立場である。随伴現象説は、素粒子など物質世界の基本的要素の段階で基本的な心的世界が創発していると考える立場であるから、随伴現象説も性質二元論に含まれる。この立場はデイヴィッド・チャーマーズによって支持されている。

### 量子脳理論
ロジャー・ペンローズやスチュワート・ハメロフらによる、意識などの脳の働きを説明するもののひとつとして量子論があると推測・主張する理論である。「Orch OR 理論」によれば、意識はニューロンを単位として生じてくるのではなく、微小管と呼ばれる量子過程が起こりやすい構造から生じる。この理論に対しては、現在では懐疑的に考えられているが生物学上の様々な現象が量子論を応用することで説明可能な点から少しずつ立証されていて20年前から唱えられてきたこの説を根本的に否定できた人はいないとハメロフは主張している。
臨死体験の関連性について以下のように推測している。「脳で生まれる意識は宇宙世界で生まれる素粒子より小さい物質であり、重力・空間・時間にとわれない性質を持つため、通常は脳に納まっている」が「体験者の心臓が止まると、意識は脳から出て拡散する。そこで体験者が蘇生した場合は意識は脳に戻り、体験者が蘇生しなければ意識情報は宇宙に在り続ける」あるいは「別の生命体と結び付いて生まれ変わるのかもしれない。」と述べている。

## 心身問題に対する一元論

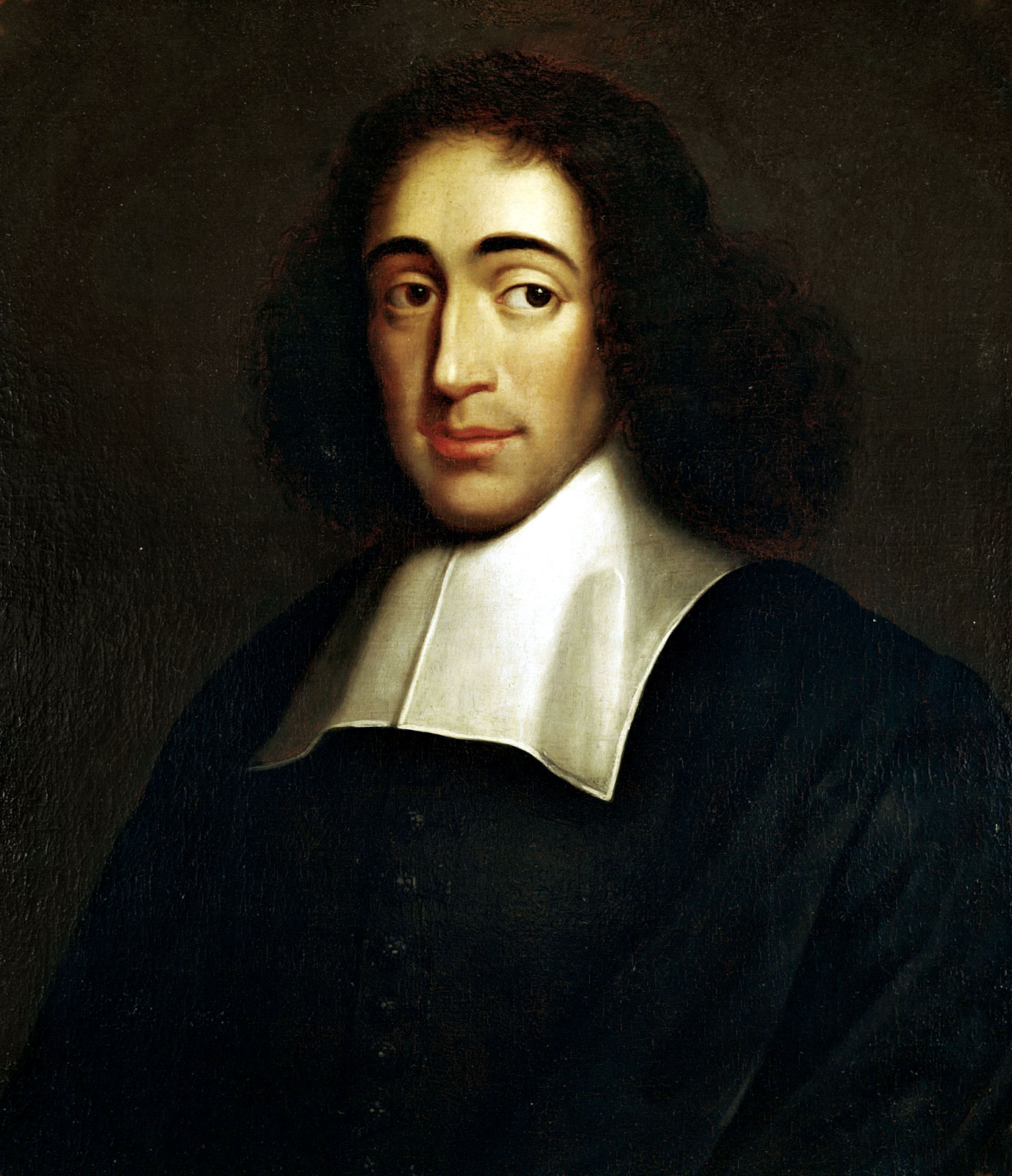
バールーフ・デ・スピノザ

一元論は、唯一の基礎的実体だけが存在すると主張する。今日、最も広く受け入れられている一元論は物理主義 (Physicalism) である。物理主義的な一元論は、物理的な実体だけが唯一存在しており、我々の科学が最もよくその性質を明らかにする，と主張する。しかし、物理主義といえども、その定式化は多様なものであり得る（下記を参照）。
一元論のもうひとつの形態は観念論（唯心論）である。これは存在する唯一の実体は精神的なものであると主張する。これは現在の西洋哲学においては一般的ではない。
現象主義は、外的対象の表象（あるいはセンス・データ）が存在するもののすべてである、とする理論である。この考え方は、20世紀初頭、バートランド・ラッセルや多くの論理実証主義者が一時的に採用したものである。
第三の可能性は、存在するのは物質的でも精神的でもない何かである、という考えである。精神的なものも、物質的なものも、両方ともこの中立的な実体のもつ性質であるということになる。この立場は、スピノザが採用し、19世紀になってエルンスト・マッハによって広まったものである。こうした中立的一元論は、いわゆる性質二元論 (Property dualism) に似ている。

### 行動主義
行動主義は、20世紀の大半、特にその前半において、隆盛を極めた心の哲学である。心理学において、行動主義は内観主義の欠点に対する反動として発達した。
自分自身の内的な心的生活についての内観的報告は正確になるように丁寧に吟味されているわけではなく、予測的一般化を形成する上では利用できない。一般化や三人称的吟味の可能性なしには心理学は科学になりえない、と行動主義者は言う。したがって、そこから抜け出すには、内的な心的生活という考え方（ということはつまり存在論的に独立なものとしての心）を消去して、そのかわりに観察可能な行動の記述に完全に集中することである。
心理学におけるこうした展開と並行的に、ある種の哲学的行動主義（「論理行動主義」と呼ばれることもある）も展開された。この立場は強力な検証主義に特徴づけられているのだが、検証主義によれば内的な心的生活に関する検証不能な言明は無意味だと一般に考えられる。行動主義者にとっては心的状態は内観的報告ができるような内的状態ではない。心的状態とは行動ないしある仕方で行動する性向の記述にすぎず、他人の行動を説明したり予測したりするために第三者によってなされるものである。
哲学的行動主義は、ウィトゲンシュタインが支持していたことで知られるが、20世紀の後半以来、認知主義の興隆と同時に支持を失っていった。認知主義は行動主義のいくつかの問題点を認識して行動主義を否定した。たとえば、行動主義は、ある人がひどい頭痛を経験しているという出来事について誰かが語るときに、その人の行動について話していることになる、という点で直観に反する主張をしていると言える。

### 同一説
タイプ物理主義（ないしタイプ同一性説）はJ.J.C.スマート (J.J.C. Smart) とアリン・プレイス (Ullin Place) によって行動主義の失敗に対する直接の反応として展開されたものである。これらの哲学者は、もし心的状態が物質的なものであって、しかもそれが行動ではないのなら、おそらく脳の内的状態と同一ではないかと推論した。非常に単純化した言い方をすれば「心的状態Mは脳状態Bにすぎない」ということである。たとえば、「コーヒーを一杯ほしいという欲求」は「脳のある領域のあるニューロンの発火」以外の何者でもないということになる。

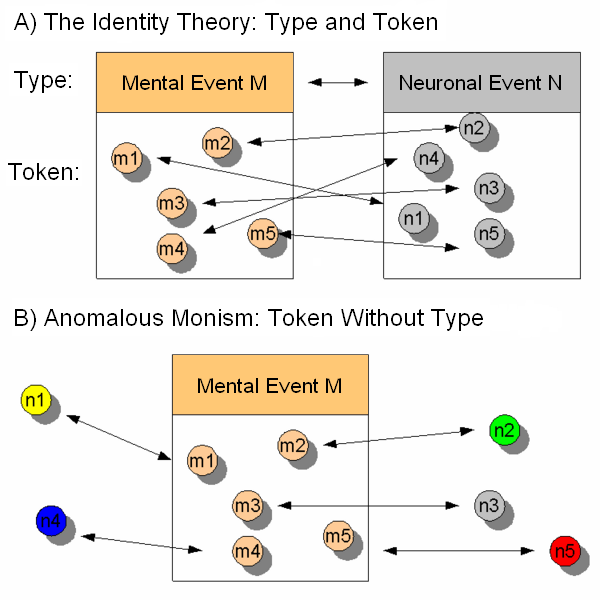
古典的同一説と非法則的一元論の対比。
同一説からすると，あるひとつの心のタイプを構成するすべてのトークンが、ひとつの物理的タイプを構成する物理的トークンのひとつひとつに対応（矢印で示している）している。一方、非法則的一元論によれば、タイプの間の対応関係にトークンの間の対応関係は縛られない。残るのはトークンレベルの同一性だけである。

同一性説はちょっと見たところはもっともらしく見えるが、強力な反論がある。それはヒラリー・パトナムが最初に定式化した多重実現可能性のテーゼの形での反論である。人間だけでなく、いろいろなことなった種の動物が、たとえば痛みを感じるというのは明白である。しかし、同じ痛みを経験しているこれだけ多様な有機体が同じ同一の脳状態にあるとは非常にありそうになく思える。そしてもし彼らが同一の脳状態にないのだとしたら、痛みは特定の脳状態と同一だということはありえない。こうして、同一性説は経験的な根拠を持たないということになる。
他方、これをすべて認めたとしても、あらゆる種類の同一性理論を放棄しなくてはならないということにはならない。「トークン同一性」理論によれば、ある脳状態がある人のただ一つの「心的」状態と結びついているという事実は、必ずしも、心的状態の「タイプ」と脳状態の「タイプ」の間に絶対的な相関があるということを意味しない。「タイプとトークンの区別」は簡単な例を使って説明できる。「いろいろ」という言葉においては二つのタイプのひらがな（「い」と「ろ」）が使われているが、「い」というタイプの字も「ろ」というタイプの字もそれぞれ二回生起している（つまりそれぞれ二つのトークンを持つ）。
「トークン同一性」というのは、心的出来事の特定の「生起」（トークン）は物理的出来事の特定の「生起」（トークン）と同一というだけでそれ以上ではないという考え方である。非法則的一元論（以下を参照）と、その他の大半の「非還元的物理主義」の諸理論はトークン同一性の理論である。
これらの問題にもかかわらず、主にジェグォン・キムの影響のおかげで、タイプ同一性理論に対する関心も最近再び高まっている。

### 機能主義
心の哲学における機能主義は、同一説の不十分さに対して、ヒラリー・パトナムやジェリー・フォーダーによって定式化された。パトナムやフォーダーは、心の状態を、経験主義的な心の計算理論の観点からとらえる。ほとんど同じか少し遅れて，Ｄ．Ｍ．アームストロングとデイヴィド・ルイスは、素朴心理学の心の概念がどのような機能を果たしているかを分析する機能主義の一種を定式化した。最後に、ウィトゲンシュタインの「（語の）意味とはその用法である」というアイデアに由来するが、ウィルフリド・セラーズとギルバート・ハーマンによってかなり発展した意味の理論としての機能主義の一種が登場した。
これらさまざまなタイプの機能主義に共通するのは、心的状態は他の心的状態・感覚的インプット・行動的アウトプットとの因果関係によって特徴づけられる、というテーゼである。つまり、機能主義は心的状態が物理的にどう実現しているかを心的でない「機能的な」性質を使って特徴づけ、そうすることでそうした実現のされ方の細部を取り除いた抽象化を行うのである。たとえば、肝臓は、科学的には、血液をろ過し一定の化学的なバランスを保つという機能的な役割によって特徴づけられる。この観点からすると、肝臓が有機的な組織であろうとプラスチックのナノチューブであろうとシリコンチップであろうと関係ない。というのも、肝臓が果たす役割や他の臓器との関係こそが肝臓を定義するからである。

### 非還元的な物理主義
多くの哲学者たちが、心身関係に関する次の二つの信念をかたく信じている。1）物理主義は正しく、心の状態は物理的状態であるにちがいない。しかし2）還元主義者が出す結論はすべてが満足のいくものとはいかない：心的世界それ自体は、脳の状態や機能の状態などに還元できない。それ故、還元的でない物理主義といったものが存在し得るのだろうかという疑問が持ち上がる。ドナルド・デイヴィッドソンの非法則一元論 は、そうした物理主義を定式化する試みのひとつである。
非還元的な物理主義者の誰もが受け入れているのが付随性（「スーパーヴィーニエンス」）のテーゼである。これは、心的状態は物理的状態に付随するが、物理的状態に還元可能ではない、というテーゼである。「付随性」は関数的な依存関係をあらわしている。つまり、物理的なものに変化がないかぎり、心的なものにも変化がない。

### 消去主義的唯物論
還元の試みはこれまですべて失敗してきたと考え、しかも、非還元的唯物論は不整合だと思う唯物論者は、最終的でもっとラディカルな立場を採用することもできる。それが消去主義的唯物論である。消去主義的唯物論は心的状態は日常の「素朴心理学」（フォークサイコロジー）がもちこんだ虚構的なものであると考える。消去主義者は「素朴心理学」を科学理論に類似したものと捉えるが、科学の発展の過程でその素朴心理学が間違いだと判明したなら、素朴心理学が想定していた実体もすべて放棄せねばならない。
パトリシア・チャーチランドやポール・チャーチランドのような消去主義者はしばしば、歴史上の間違っていたが、広く信じられていた理論や存在論の運命を持ち出す。たとえば、ある問題の原因が魔術だという信念は間違いだとわかると、その結果ほとんどの人はもはや魔女の存在を信じない。魔術は他の現象でもって説明されるようになったのではなく、ただ言説の中から「消去」されたのである。

## 心身問題の言語的批判
心身問題に答えようとするこれらの問題はどれも大きな問題に直面する。哲学者の中には、そうなってしまうのは概念的な混乱が背後にあるからだと論じる者もいる。したがって、これらの哲学者たち、たとえばルートヴィヒ・ウィトゲンシュタインと言語的批判におけるその追従者たちは、心身問題は錯覚であるとして拒絶する。彼らは心的状態と生物学的状態が適合するかどうかと問うのは間違いだと論じる。むしろ、単に、人間の経験はいろいろな仕方で記述できる---たとえば心的な語彙で記述したり生物学的語彙で記述したりできる---のだということを受け入れなくてはならない。錯覚的な問題は、ある問題を別の語彙を使って記述したり、心的な語彙がまちがった文脈で使われたりしたときに生じる。これはたとえば、脳の心的状態を探したりするときに生じる。脳というのは心的な語彙を用いる文脈としては単純に間違っているのである。したがって、脳の心的状態を探し求めるのはカテゴリーミステイク（範疇の錯誤）、つまり一種の推論の誤謬なのである。
今日では、そういう立場はしばしばピーター・ハッカーのようなウィトゲンシュタインの解釈者によって採用されている。しかしながら、機能主義の創始者であるヒラリー・パトナムもまた、心身問題はウィトゲンシュタインのやり方で解消されるべき錯覚的な問題だという立場をとっている。

## 自然主義とその問題
物理主義の主張は心は物質世界または物理世界の一部だ、というものである。こうした立場は、物質が持たないとされる性質を心が持っている、という問題に直面する。それゆえ物理主義はこうした性質がどうやって物質的なものから生じるのかを説明しなければならない。こうした説明を与える行為は心の自然化 (naturalization of the mental) と言われる。心の自然化が直面する主要な問題は、クオリアを説明すること、そして志向性を説明することである。

### クオリア
多くの心的状態が、異なる個人によって異なった方法で主観的に経験されるという性質を持っている。たとえば痛いということが、痛みという心的状態の性質である。さらにいえば、あなたの痛みの感覚は、私の痛みの感覚と、同じではないかもしれない。なぜなら我々は、どれほど痛いのかを測ったり、どんな風に痛いと感じるのかを表したりする方法を欠いているからである。哲学者や科学者たちは、これらの経験がどこから来るのだろうかと尋ねる。神経的ないし機能的状態がこうした痛みの経験と同伴し得ることを示すものは何もない。しばしばポイントは次のように定式化される。脳の出来事の存在は、それだけでは、なぜこれらと対応する質的経験と同伴するのか説明することができない。なぜ多くの脳の過程が意識の経験的側面をともなって生じるのかという難問は，説明することができないように思われる。
しかし科学が最終的にはこうした経験を説明するにちがいないと多くの人は思っているようである。このことは還元的説明の論理から来ている。もし私がある現象（たとえば水）を還元的に説明しようとすれば、私はこの現象が持っているすべての性質（たとえば流動性や 透明性）について、何故そうした性質を持っているのか説明しなければならないだろう。心的状態の場合、このことは次のことを意味する：心的状態が経験された性質をもつのはどうしてかを説明する必要があるということである。
内省的な、第一の人の心的状態のある面や意識一般を、第三者の量的な神経科学の言葉で説明するという問題は、説明のギャップと呼ばれる。このギャップの本質については、現在の心の哲学者の間でも、いくつかの異なった見方が存在する。デイヴィッド・チャーマーズや初期のフランク・ジャクソンらは、このギャップを実際は、存在論的なギャップであるとみなす。つまり彼らはクオリアが科学によって説明できないのは、物理主義が間違っているからだと主張する。絡まり合った二つのカテゴリーが存在するのだが、ひとつは他方に還元することはできないのである。これとは違った見方は、トマス・ネーゲルやコリン・マッギンのような哲学者がとる見方である。彼らによれば、このギャップは実際は認識論的なギャップである。ネーゲルはいう。科学は未だ主観的経験を説明することができないが、その理由は科学が求められているレベルのあるいは種類の知識に未だ到達していないからである。我々は問題を首尾一貫した形で定式化することさえできていない。一方マッギンは次のようにいう。問題は、永続的で固有の生物学的限界の一つである。我々は説明のギャップを解決することができない。なぜなら量子物理学が象にとっては認知的に閉じているのと同様に、主観的経験の領域は我々にとって認知的に閉じているからだ。また別の哲学者たちは、このギャップを単に意味論的問題として片付けている。

### 志向性

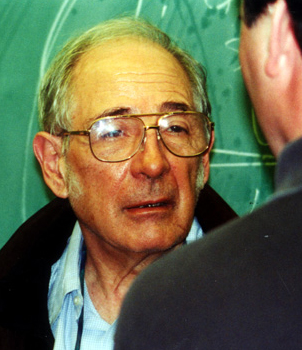
ジョン・サール - 心の哲学で最も影響力のある哲学者のひとり。生物学的自然主義を提唱している。(バークリー 2002年)

志向性とは、外部世界の存在に対して直接に（その存在について）心的状態を向ける能力であり、心的状態を関連付ける能力である。この心的状態の性質からは，心的状態が心的内容や意味論的な指示対象を持たなければならず、それ故に真理値を与えることができることになる。こうした心的状態を自然的（物理的）過程に還元しようとすると、ひとつの問題が持ち上がる。すなわち、自然的（物理的）過程は（命題とは異なり）、真か偽かいずれかであるというものではなく、ただ生じるものである。自然的（物理的）過程が真でありまた偽であるなどと言うことは意味が無い。しかし心的観念や判断は真か偽かいずれかである。それでは心的状態（観念や判断）はどのようにして自然的（物理的）過程であり得るのだろうか？意味論的（真偽）値を観念に与えることができるということは、そうした観念が事実についてのものである、ということを意味しなければならない。それ故、たとえば、ヘロドトスは歴史家であるという観念は、ヘロドトスと彼が歴史家である事実を指し示す。もしこの事実が真であるなら、この観念もまた真である。この事実が真でないなら、観念もまた偽である。しかしこの関係は何に由来するのか？脳の中では、単なる電気化学的な過程だけが存在し、これらはヘロドトスと何の関係もないのである。

## 大陸哲学における心の哲学
この項目のほとんどの議論は、現代の西洋哲学の中でいわゆる「分析哲学」（時には英米哲学といわれることもある）という有力な学派（スタイル）の業績にしぼって論じられている。しかし他にも、大きなくくりで「大陸哲学」とまとめられる思想の流れも存在する。ともかく、この呼び名の下にはさまざまな学派が総括されているが、これらは分析哲学とは異なった次のような傾向をもっている。分析哲学が言語分析や論理分析に焦点を合わせがちなことに対して、大陸哲学はより直接的に人間の実存や経験に焦点を合わせることが多い。特に心についての議論に関しても、分析哲学のように言語形式の分析に係わったりせず、思考と経験の概念を直接的に把握しようとする傾向が大陸哲学には強い。現代における、ヘーゲル主義の伝統に呼応してあるいは対抗して発達してきた学派に「マルクス主義」と「実存主義」がある。ゲオルク・ヴィルヘルム・フリードリヒ・ヘーゲルの『精神現象学』において、ヘーゲルは心（精神）の3つのタイプについて区別して議論している。まず「主観的精神」、これは一個人がもつ精神である。次に「客観的精神」、これは社会や国家がもつ精神をいう。最後に「絶対精神」、これはあらゆる概念の統一を意味する。ヘーゲルの『エンチクロペディ』にある「精神哲学」を参照。ここでは個人の心と身体・物質の関係よりも、それを超えた社会、国家との関係が問題とされ、その関係をどのように考えるかによって、ヘーゲルの絶対的観念論からマルクス主義の弁証法的唯物論といういわば正反対の見解が導き出されたのである。実存主義は、セーレン・キェルケゴールやフリードリヒ・ニーチェの著作に基づく思想であり、サルトルは、実存する人間の心がその経験と内容をどのように取り扱うかに焦点を合わせたのである。
現象学の創始者エトムント・フッサールは、論理学の研究を端緒に、論理学上の諸概念や諸法則のイデア的な意味をすべて取り出すためには、前提となりうるすべての理論を取り払った「直感」によって把握するしか方法がなく、その直感も完全に展開された明証的なものでなければならないとして、そのような方法によって記述される論理学を「純粋論理学」と呼んだ。純粋論理学が成立するためには、それが認識論によって基礎付けられていなければならないが、そのためには、現象学的な分析が必要であり、事あるごとに常に「事象そのものへ」へ立ち返り、繰り返し再生可能な直感との照合を繰り返すことによって、イデア的意味の不動の同一性を確保するために不断に努力しなければならないとし、そのための記述的心理学には「現象学」が必要であるとしたのである。ここでは、デカルト的二元論は除けられ、事象の背後には何も想定されないとされるのである。
あまり知られていないが重要な例として、心の哲学に取り組む哲学者であり認知科学者でもある、両方の伝統を統合しようとしたロン・マクラムロックがいる。ハーバート・サイモンの考えを借り、メルロー＝ポンティやマルティン・ハイデッガーの実存主義的現象学からも影響を受けて、マクラムロックは、世界内存在("Dasein", "In-der-welt-sein") である人間の条件からして、人はその存在から抽象したやり方や、彼自身をその一部として統合した経験的対象から切り離して分析する方法では、自分自身を理解することができないことを示す。

## 心の哲学の影響を受けた個別的主題
数え切れないほど多くの主題が、心の哲学で発展してきた考えによって影響を受けている。わかりやすい例で言えば、死やその定義的性質の“本質”、感情の、知覚の、そして記憶の“本質”は何か、といった問題である。心の哲学は“人は何ものであるか”、“人の同一性は何によって保たれるのか”といった問題も心と大いに関係づけている。
ここでは心の哲学に結びついたうちでも、とくに注意を注がれている二つの主題について述べよう。すなわち自由意志と自己の問題である。

### 自由意志
心の哲学の文脈において、自由意志の問題は新たな重要性を持つようになった。このことは、少なくとも唯物論的決定論者にとって重要である。決定論者の立場では、「自然法則は完全に物質的世界の行く末を決定する。心的状態は、そして「意志」についてもまた、なんらかの物質的状態であるだろう。このことが意味するのは、人間の行動や決定が完全に自然法則によって決定されるということだ。」と考える。この論法をもっと先に進める者もいる。例えば「人々は自分自身では、何を欲し何をするか決定することができない。結局のところ、人々は自由ではない」と考える人がいるのである。

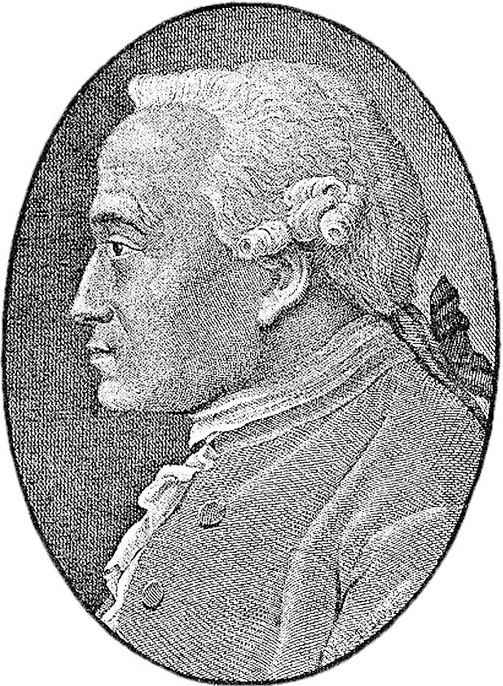
イマヌエル・カントは両立主義を否定した。

一方で、両立主義者（compatibilists）は、上記の議論を拒否する。この立場をとる人々は次のように言う。「『我々は自由か？』という問いは、我々が自由という語の意味を何にするか決定する場合にのみ答えることができる。自由であることの反対は『原因がある』ことではなく、『強制される』または『強要される』ということである。決定されていないというだけでは、自由であるというに十分ではない。自由な行為は、行為者がもし他のことを選んだとしたら、他の事をするのが可能だった場合にのみ、存在する。この意味で、人は決定論が真である場合でさえも自由であり得るのだ」と。哲学史上、最も重要な両立主義者はデイヴィッド・ヒュームである。今日、両立主義の立場は、たとえばダニエル・デネットによって擁護されているし、二元的パースペクティブの立場から擁護する人にマックス・ヴェルマンがいる。
他方で、非両立主義者 (incompatibilists) の中にも、自由意志を否定する議論を拒否する者たちが大勢いる。彼らは起因主義 (originationism) と呼ばれるより強い立場で、意志の自由を信じている。これらの哲学者たちは世界の行方は自然法則によって完全には決定されないと主張する。少なくとも意志が決定される必然はない、それゆえに意志は潜在的に自由である。哲学史上、最も有力な非両立主義者はイマヌエル・カントである。非両立主義の立場に対する批判者は、非両立主義者が自由の概念を場合に応じて変えて用いていると批判している。批判者の主張は次のとおりである：「すなわち、もし我々の意志が何かによって決定されないならば、我々はまったく偶然に自分が何を望むかを望むだろう。そして我々が望んだものが純粋に偶発的なものであるならば、我々は自由ではない。つまり、もし我々の意志が何かによって決定されないのならば，我々は自由ではないのだ」

### 自己
心の哲学はまた、自己の概念にも影響をもたらす。これまで西洋哲学を信じる人々は「“自己”“私”といった用語・概念で“本質”的で不変的な人間の《核心部分》を指せると思っていたが、西洋では最近になって心の哲学者たちは、自己のようなものは存在しないと言い始めた。“普遍的で本質的な核心部分としての自己”という概念は、デカルトの“非物質的魂”という考え方から導きだされた。物理主義的な哲学者のスタンスと、ヒュームが行った自己という概念への懐疑が哲学者たちに広く受け入れられていることもあって、“非物質的な魂”といった考えは、最近の西洋の哲学者たちには受け入れられなくなってきた。ヒュームは、彼自身が何か行うこと、考えること、感じることを捕まえることができなかったのである。

## 思考実験

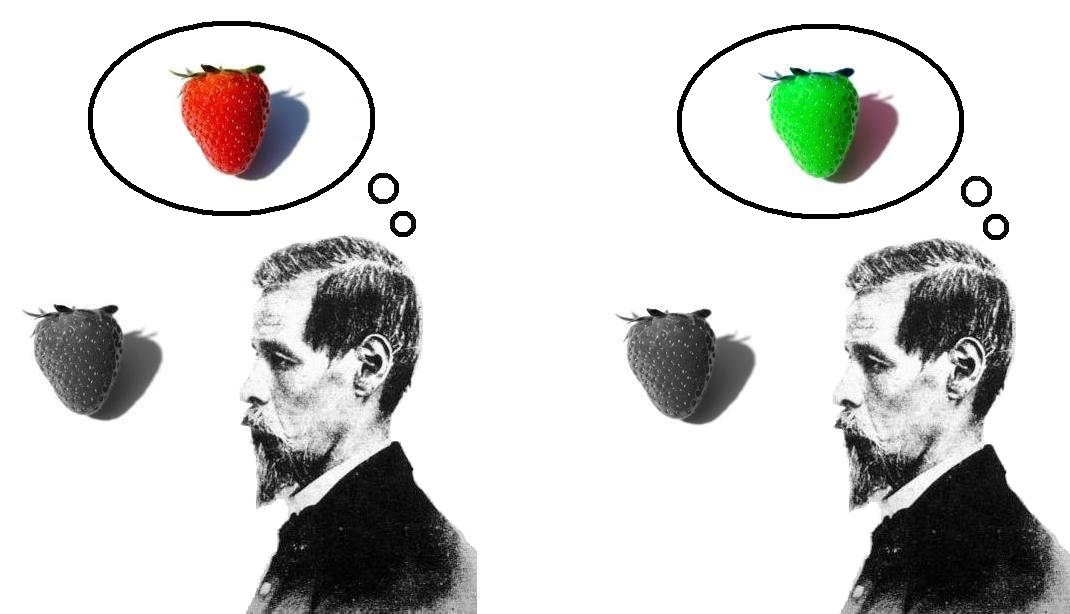
逆転クオリア 同じ周波数の光を受け取っている人間が、違う「赤さ」、つまり異なる赤のクオリアを体験している可能性を考える思考実験。逆転スペクトルとも呼ばれる。

- 哲学的ゾンビ
- 逆転クオリア
- マリーの部屋
- チューリングテスト
- 中国語の部屋
- 培養槽の中の脳
- スワンプマン

## 心の哲学と科学
人間は科学研究を追行する主体であると同時に、自然科学の言葉で記述される対象のひとつでもある。心の状態は物理的な体の状態と無関係ではなく、それゆえ人間を物理的に記述していく自然科学の営みは、心の哲学においても重要な役割を担う。心と関連した物理的な過程について研究している科学の分野には次のようなものがある。生物学、コンピューターサイエンス、認知科学、サイバネティクス、言語学、医学、薬理学、心理学。

### 神経生物学
生物学の理論的基礎は、現代の自然科学の多くがそうであるように、根本的に物理主義的である。研究対象は、まず第一に、物理的過程であり、これが心的活動や行動の基礎であると考えられている。心的現象を説明することについて生物学があげる成果は増え続けているが、このことは生物学がその基礎に据えた「脳状態の変化なくして心的状態の変化はない」という仮定を否定する経験的反駁がまったくないためであると見なされている。
神経生物学の分野には、数多くの下位分野があり、それらは心的状態と物理的状態や物理的過程との関係と関連がある。
感覚の神経生理学は、知覚過程と刺激過程の間の関係を研究する。
認知神経科学は、心的過程と神経過程の相関関係を研究する。
神経心理学は、心的能力がそれぞれ、脳の特定の解剖学的領域に依存していることを示す。
最後に進化生物学は、人間の神経システムの起源と発展を研究し、心的現象の発展を最も原初的な段階からはじめて、個体発生と系統発生の観点から描き出す。

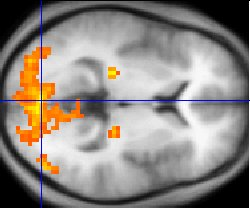
1980年代から発達したfMRIのような脳機能イメージング技術により、人間の脳の活動に関する具体的な知識が飛躍的に増大した。こうした知識の深まりは、古来からの哲学的な疑問に対する、より具体的な回答が得られる可能性を期待させる。

神経科学の方法論的な突破口（ブレイク・スルー）、とりわけハイテクである脳機能イメージング技術の導入のおかげで、科学者たちは増加する野心的な研究プログラムを洗練させることに取り組みだした。主要な目的（ゴール）のひとつは、心的機能に対応する神経過程を描写し把握することである（「神経相関」を参照）。デュ・ボア・レーモンやジョン・カリュー・エックルスのようなごく一部の神経生物学者たちは、心的現象が脳過程に「還元」される可能性を否定しているが、その理由は部分的には宗教的なものである。しかし、現在の神経生物学者であり哲学者であるゲルハルト・ロートは、一種の「非還元主義的唯物論」を擁護している。

### コンピューターサイエンス
コンピューターサイエンスは、コンピュータのような手段を使った、自動的な情報処理に関心を持っている。少なくとも情報が代入された記号を処理する物理的システムに、関心を持っている。当初から、プログラマーは、有機体ならば「心」を必要とするような作業を、コンピュータが実行できるようにするプログラムを開発することができた。簡単な例で言えば、かけ算がそうである。しかしコンピュータが心を用いてかけ算している訳でないのは明らかである。いつか、そうしたことができるようになったとしても、我々はそれを心と呼ぶだろうか？この問いは、人工知能の研究のおかげで、多くの哲学的議論の前線で行われている。
人工知能 (AI : artificial intelligence) の分野では、控えめな研究プログラムとより野心的な研究プログラムを区別するのが普通である。この区別はジョン・サール が強いAIと弱いAIという用語を用いて行ったものである。弱いAIの目的は、サールによれば、コンピュータが意識を持つことを試みるのではなく、ただ心的状態のシミュレーションに成功することである。強いAIの目的は、これとは逆に、人が持っているような意識をもつコンピュータを生み出すことである。強いAIの研究プログラムは、計算機理論のパイオニアの一人であるアラン・チューリングにまで遡る。「コンピュータは考えることができるか？」という問いへのひとつの答えとして、チューリングは有名なチューリング・テストを定式化した。チューリングの考えでは、一つの部屋にコンピュータが、となりの部屋に人間が入っていて、外からコンピュータと人間の両方に同じ質問をする。第三者がコンピュータと人間の両者を区別できない時には、コンピュータは「考える」のだといってよい。本質的に、チューリングの機械の知能についての考え方は、心の行動主義モデルを継承している。そこでは知性があるとは、知性が行うように振る舞うことなのだ。チューリング・テストは多くの批判を受けてきた。その中で最も有名なものはおそらく、サールによって定式化された 中国語の部屋 という思考実験 である。
コンピュータやロボットが感覚質（クオリア）を持つことができるかどうかという問題は、いまだ手づかずのままである。人工知能の特殊性は「心身問題」を解くことに新たな貢献をすることができると信じるコンピューター科学者もいる。彼らは、すべてのコンピュータにおいて働いているソフトウェアとハードウェアの相互影響に基づいて、心と脳（ウェットウェア）の相互影響を理解するのに助けとなる理論がいつの日か発見されるだろうと言っている。

### 心理学
心理学は、直接的に心的状態を研究する科学である。心理学は一般に、具体的な心的状態：たとえば喜びや恐れ、強迫といった状態について調べるのに経験的方法を用いる。心理学はこれらの心的状態が互いにどのように関係しているのか、また心的状態が人間の器官への入力や出力とどのように関係しているのかについての諸法則を調査研究する。
上記のことを示す一例として、知覚の研究があげられる。知覚研究の分野で仕事をする科学者は、形態の知覚についての一般原理を発見してきた。形態の心理学の法則のひとつは、同じ方向に動かした対象は互いに関連しているように知覚されることを示す。この法則は、視覚的入力と心的な知覚状態との関係を描き出している。しかしこの法則は、知覚状態の「本質」なるものについては何も示してはいない。心理学によって発見された諸法則は、これまでに述べられた心身問題に対する解答のすべてと適合している。

## 研究者

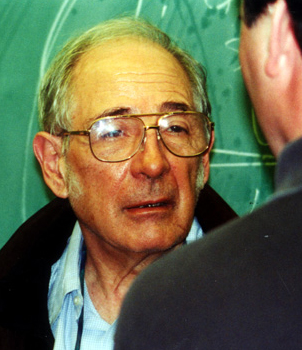
ジョン・サール

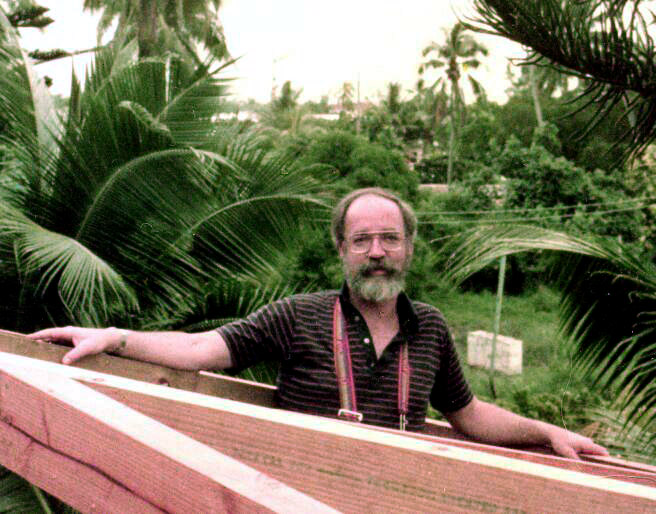
ダニエル・デネット

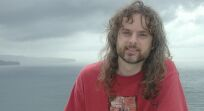
デイヴィッド・チャーマーズ

- ジョン・サール 生物学的自然主義を唱え、意識の物質への因果的な還元は可能であるとしながらも、存在論的な還元は不可能であると主張する。
- ダニエル・デネット
- ポール・チャーチランド 消去主義的唯物論を唱え、素朴心理学の概念は、やがて神経科学の概念によって全て置き換えられるだろう、と主張する。
- デイヴィッド・チャーマーズ - 心の哲学者チャーマーズ（現在オーストラリア国立大学哲学教授）は、現代の物理学を拡張し、クオリアを一つの実体（英:entity）として扱うことの必要性を訴える。また意識のハードプロブレムの提唱者。チャーマーズ自身はハード・プロブレムは現代の物理学の範囲内では解決不可能だとしている。心身問題への解答、つまりチャーマーズ自身が言うところの精神物理法則のありかたは、機能主義的なアプローチによって解決されるはずだと主張している。
- 信原幸弘 - 東京大学大学院総合文化研究科・教養学部 広域科学専攻 科学技術基礎論講座 助教授
- 柴田正良 - 金沢大学大学院人間社会環境研究科・文学部 人間文化専攻 人間行動論コース 教授

- 河野哲也 - 立教大学 文学部 教育学科 教授
- 金杉武司 - 國學院大學 文学部 哲学科 教授

## その他
意味の多義性を用いた言葉遊びの一種として、英語圏の心の哲学者たちによく知られている次のような一句がある。

## 推薦文献

### アンソロジー
- Hofstadter, D. R. and Dennett, D. C. (eds.), The Mind's I : fantasies and reflections on self and soul, Harvester Press, 1981（＝『マインズ・アイ : コンピュータ時代の「心」と「私」』、坂本百大監訳、東京：TBSブリタニカ、1984年；新装版 阪急コミュニケーションズ、1992年（上）ISBN 448492126X、（下）ISBN 4484921278）
心の哲学の初期重要論文を含むアンソロジー。有名なチューリング・テストの原論文から、いわゆる「中国語の部屋」による反論を行ったサールの論文、クオリア問題の幕開けとなったネーゲルの「コウモリであるとはいかなることか?」、他にも利己的な遺伝子のリチャード・ドーキンス、ボルヘスやスタニスワフ・レムといった作家の掌編に、編者のデネットやホフスタッターの解説的論文を含む。今では古くなったが文献案内も有用。

- 信原幸弘（編集）『シリーズ心の哲学』（勁草書房、2004年：1巻 人間篇 ISBN 4326199245／2巻 ロボット篇 ISBN 4326199253／3巻 翻訳篇 ISBN 4326199261）
心の哲学の近年の動向を知るうえでの必携の文献。1巻は心の哲学（物理主義、志向性、クオリア、外在主義等）について、2巻は認知科学の哲学的考察（古典的計算主義、コネクショニズム、力学系理論、環境主義、表象の問題、フレーム問題等）についての研究の現状を紹介し、それらに対する日本の論者の貢献を示す論文で構成される。これら1・2巻には編者による詳しい文献案内がついている。3巻は、ジェグォン・キム、ルース・ミリカン、ポール・チャーチランド、タイラー・バージ、ギルバート・ハーマンといった活躍中の心の哲学者による「心の自然化」を目指す立場の代表論文が翻訳されている。

- Chalmers, D. J., Philosophy of Mind: Classical and Contemporary Readings, Oxford Univ Press, 2002. ISBN 019514581X
デイヴィッド・チャーマーズが編集した「心の哲学」のアンソロジー。Classical and Contemporaryとあるように，デカルトの二元論から始まり、ジェグォン・キムやポール・チャーチランドなど現在進行形のものまで、心の哲学における議論がまとめて読める。チャーマーズ自身の論点整理も理解を助ける。著者による目次紹介はこちら

- J. Heil, Philosophy of Mind: A Guide and Anthology, Oxford : oxford University Press, 2004. ISBN 0199253838
  - プラトン、アリストテレスに始まり、最近の文献までをテーマ別にまとめた900ページを超えるアンソロジー。テーマごとの解説や文献案内も充実している。

### 入門書
- S. Priest, Theories of the Mind, Penguin Books, 1991.（＝『心と身体の哲学』河野哲也ほか訳、勁草書房、1999年 ISBN 4326153415）
心身二元論（プラトン／デカルト）から、論理的行動主義（ヘンペル／ライル／ウィトゲンシュタイン）、観念論（バークリ／ヘーゲル）、唯物論（プレイス／デイヴィドソン／ホンダリッチ）、機能主義（パトナム／ルイス）、二面説（スピノザ／ラッセル／ストローソン）、現象学的見方（ブレンターノ／フッサール）、そしておまけの禅まで、英米の「心の哲学」のみならず、古代から現代までの心身論についての手堅いまとめ。初心者によい見取り図を与えてくれる。
- J. Searle,. Mind: A Brief Introduction. Oxford University Press Inc, USA. ISBN 0-19-515733-8. （＝『Mind ＝ マインド：心の哲学』山本貴光、吉川浩満訳、朝日出版社、2006年：ISBN 4255003254）
ここからはいずれも著者の個性を強く押し出した入門書。1冊目は英米哲学の大御所サール。分析哲学のメイン・テーマが言語から心にシフトする最中にいた重要人物による心の哲学入門。心の哲学が何を相手にしており、何故登場するに至ったかがよくわかる。サールの出す結論は必ずしもこの分野のドミナント（主流）なものではないが、それはまだ総括するには早すぎる心の哲学の「若さ」を示している。
- 信原幸弘『考える脳・考えない脳―心と知識の哲学』（講談社現代新書、2000年 ISBN 4061495259）
現代の心の哲学・認知科学の二大潮流である古典的計算主義とコネクショニズム中心にとりあげ、この分野へのやさしい導入をはかる新書本。著者は日本で代表的なこの分野の研究者のひとりであり、なおかつ有名なコネクショニスト（コネクショニズムの立場に立つ人）である。この入門もコネクショニストの立場から書かれており（特にコネクショニズムの解説は簡潔にしてわかりやすい）、コネクショニスト側からの大胆な仮説も登場する。

### 記念碑的古典
- Ryle, Gilbert, The concept of mind, London : Hutchinson, 1949. （＝『心の概念』 坂本百大、宮下治子、服部裕幸共訳、みすず書房、1987年 ISBN 4622017709）
ギルバート・ライルによる論理的行動主義の代表作。日常言語を分析することによって、デカルトの精神実体論を「機械の中の幽霊」として論破してデカルト的な心身二元論を廃し、すべての心的記述を行動の記述に還元することを試みた。この著作以降、哲学では精神実体論が支持されることはなくなり、現代的な意味での（すなわち物理主義に立脚した）心の哲学がはじまった。
- Feigl, Herbert, The 'mental' and the 'physical' : the essay and postscript, Minneapolis : University of Minesota Press, 1967.（＝『こころともの』（双書プロブレーマタ ; 10）、伊藤笏康、荻野弘之訳、勁草書房、1989年 ISBN 432619880X）
- Armstrong, D., A Materialist Theory of the Mind, Routledge, 1968. （＝抄訳『心の唯物論』（双書プロブレーマタ ; 3-1）鈴木登訳、勁草書房、1996年 ISBN 432619894X）
  - ファイグル、アームストロングの両書は、心脳同一説を代表する哲学的著作。

- Rousseau, George S. (2004). Nervous Acts: Essays on Literature, Culture and Sensibility. Houndmills, Basingstoke, Hampshire (NY): Palgrave Macmillan. ISBN 1-4039-3454-1
- Sternberg, Eliezer J. (2007). Are You a Machine?: The Brain, the Mind, And What It Means to Be Human. Humanity Books. ISBN 1-59102-483-8

## 関連文献
日本語のオープンアクセス文献
- 石川幹人「認知科学-心の哲学へ至る潮流-」『明治大学図書館紀要』第5号、明治大学図書館紀要編集委員会、2001年3月、72-80頁、ISSN 1342-808X、NAID 120001439626。
- 加藤尚武「心の哲学・総覧」『学術の動向』第9巻第2号、日本学術協力財団、2004年、12-15頁、doi:10.5363/tits.9.2_12、ISSN 1342-3363、NAID 130001496314。
- 水本正晴「信原幸弘編『シリーズ心の哲学』の諸論文について」『科学哲学』第39巻第1号、日本科学哲学会、2006年、79-95頁、doi:10.4216/jpssj.39.79、ISSN 0289-3428、NAID 130003640629。